# Ильинское (Жуковский район)
Ильинское — село в Жуковском районе Калужской области России. Входит в состав сельское поселения «Село Высокиничи». Стоит на берегу реки Протвы.

## География
Слился с деревней Новая Слобода, которая, в свою очередь, слилось с Овчинино. Осью трёх деревень стала автодорога 29Н-178 « „Белоусово — Высокиничи — Серпухов“ — Чёрная Грязь — Ильинское — Тиньково» (идентификационный номер 29 ОП МЗ 29Н-178).

## История
Ильинское принадлежало князьям Репниным-Оболенским c XV века. Здесь располагался большой сад.
До Репниных было в дворцовых землях и в поместьях, отписано в казну у князя Дмитрия Ивановича Немого Телепнева-Оболенского вследствие опалы князя и насильного его пострижения в монастырь со всем семейством в 1565 году. С тех пор Ильинское было в поместьях, пока не опять перешло к Репниным в XVII в.
В 1751 году относилось к Оболенскому уезду Московской губернии. Тогда же село было экспроприировано в казну у владельца — статского советника Никиты Демидова за принуждение крестьян к заводской работе. Сам Демидов приобрёл Ильинское у князей Репниных.

## Население
| 2002 | 2010 |
| ---- | ---- |
| 79   | ↘40  |

## Инфраструктура

### Достопримечательности
Каменная Ильинская церковь, с колокольней, покрыта шатровой каменной кровле, по преданию построена в XV веке. В 1882 году в церкви находилось Евангелие 1634 года и медный колокол с надписью «7074 (1566) лета слит колокол сей к святому Богоявлению в Старую Русу при царе Иване Васильевиче всея Руси». Приходская деревня Дадровка, по преданию, татарского происхождения, речь крестьян резко отличалась от говора соседних деревень. Первым поселенцем считался татарин Дудор, потомки которого существовали и конце XIX века. Известны находки серебра турецкого происхождения.

## Транспорт
Деревня доступна автотранспортом.